# Max Kruse
Maximilian "Max" Kruse (født 19. marts 1988) er en tysk fodboldspiller, der spiller som Angriber for Werder Bremen. I en kamp imod FC Ingolstadt 04 scorede Kruse 4 mål i en kamp som endte 2-4 til Werder Bremen.